# Gymnobela abyssorum
Gymnobela abyssorum é uma espécie de gastrópode do gênero Gymnobela, pertencente a família Raphitomidae.